# Dub u Savinace
Dub u Savinace (srbsky Храст код Савинца/Hrast kod Savinca) je památný strom, který se nachází u vesnice Savinac nedaleko města Takovo, opština Gornji Milanovac v Srbsku. 
Dub je starý zhruba 600-800 let, jeho kmen má obvod cca 7,5 metrů a koruna stromu dosahuje výšky 50 metrů. Patří k nejstarším a největším stromům na území Srbska. 
Strom sloužil v dřívějších dobách jako místo modliteb obyvatel obce Savinac. Je opředen řadou legend a bájí; v 14. století pod ním dokonce spal podle jedné z nich i srbský středověký hrdina, Miloš Obilić.
Strom se nachází v trase dálnice Ljig - Preljina a podle původního projektu měl být odstraněn. Plánovaná likvidace tak starého stromu vyvolala v srbské společnosti celou řadu debat. Podle prvních návrhů měl být strom odstraněn zcela,[zdroj?] poté měl být přemístěn mimo trasu budoucí dálnice. Toto řešení však nakonec bylo odmítnuto s tím, že by přemístění stromu, jehož kořenový systém dosahuje délky až 40 m, bylo technologicky příliš náročné; rovněž by se strom nemusel dobře ujmout na nové lokaci a uschnout. Strom navíc odmítl kdokoliv z dělníků pokácet, neboť podle místních zvyklostí by takový čin znamenal pro něho i jeho rodinu neštěstí. Pro záchranu stromu se vyslovili i někteří představitelé Srbské pravoslavné církve.
Mezitím byla iniciována rovněž i petice na záchranu stromu. Tu podepsalo několik tisíc lidí. Do akce na záchranu stromu se zapojila místní nevládní organizace GM Optimist a srbská Strana Zelených. Zorganizováno bylo několik protestů pod heslem "Dub nesmí padnout" (srbsky храст не сме пасти/hrast ne sme pasti). Reagovala i Evropská strana Zelených. Srbští zelení přišli se závěrem, že pokácení tak starého stromu by odporovalo jak srbským, tak i evropským právním normám, především směrnici o ochraně Životního prostředí. I samotné stavební práce v bezprostřední blízkosti stromu (7-8 metrů) poškodily kořenový systém a dub tak může být ohrožen i bez jakýchkoliv pokusů jej přemístit.
V roce 2013 se pokusilo srbské ministerstvo výstavby přijít s kompromisním řešením, podle kterého měla být dálnice v blízkosti stromu retrasována a sám strom měl být obehnán kovovou ohradou. Strom by se tak nacházel ve středovém pásu, který by byl v jeho okolí rozšířen. Vozovka bude podbetonována, aby nebyl poškozen kořenový systém stromu a k samotnému dubu bude zaveden systém umělého zavlažování, aby strom neuschl.